# 小坂忠
小坂 忠（こさか ちゅう、1948年7月8日 - 2022年4月29日）は、日本のシンガーソングライター、作曲家、ゴスペルシンガー、牧師。本名は小坂 正行（こさか まさゆき）。

## 略歴
東京都練馬区出身、埼玉県志木市生まれ。1966年、GSバンド「ザ・フローラル」を結成。モンキーズ・ファンクラブ日本支部が公募したオーディションに合格し、1968年に日本コロムビアより小坂忠（ヴォーカル）に柳田ヒロ（キーボード、ギター）、杉山喜一（ベース）、義村康市（ドラム）、菊池英二（ギター）といったメンバーでデビューし、シングル2枚を残したが、GS人気の翳りから事務所はGSバンドから本格的なロックバンドに転換することとし、付いていけなかった杉山と義村が脱退。
1969年、杉山と義村が抜けたフローラルにスカウトで細野晴臣、松本隆が参加、細野のアイデアで「エイプリル・フール」と名前を変え活動開始、アルバム「APRYL FOOL」を残す。エイプリル・フール解散後、ロックミュージカル「HAIR」出演。この出演により、はっぴいえんどの前身バンド「ヴァレンタイン・ブルー」への参加を断念。
1971年、村井邦彦、川添象郎、ミッキー・カーチスらが設立したマッシュルーム・レーベルよりソロアルバム『ありがとう』をリリース。同年11月6日、高叡華と結婚。
1972年、林立夫、松任谷正隆、後藤次利、駒沢裕城と「小坂忠とフォージョー・ハーフ」を結成｡その他、CM音楽やNHK「おかあさんといっしょ」の作曲も手掛ける。
1975年、細野晴臣、鈴木茂、林立夫、松任谷正隆を中心に結成されたティン・パン・アレーの演奏によるオリジナルアルバム『HORO』リリース。
1976年、2歳の娘（小坂亜実／Asiah）が重度の火傷から奇跡的に回復したことを機に、クリスチャンとなる。
1978年、日本初のゴスペルレコード会社「ミクタムレコード」設立。ゴスペル・シンガーとして活動の場を移す。岩渕まこととデュオを組んで各地を楽旅する。
1987年、ミクタムレコード創立10周年記念として、大阪で音楽集会ジェリコ・ジャパンを始める。1995年まで、合計7回開催する。
1991年、埼玉県所沢市の日本フォースクエア福音教団秋津福音教会の牧師になる。
1993年より2000年まで日本でのマーチ・フォー・ジーザスのディレクターを務める。
2000年、「Tin Pan」名義で再結成したティン・パン・アレーのコンサートにゲスト出演。25年ぶりの共演となった。
2001年、11月、25年ぶりとなる細野のプロデュースによるアルバム『People』をリリース。
2009年、ビクターエンタテインメントより『Connected』を佐橋佳幸プロデュースで高橋幸宏等とリリース。同時にソニー・ミュージックダイレクトより、これまでの音楽活動をまとめた10枚組ボックス・セット『Chu's Garden』を発売。『Connected』メンバーとビルボード全国ツアーをする。この頃、『HORO』のオリジナル・マルチトラック・マスターテープが発見された。
2010年、オリジナル・ゴスペルの集大成『Chu's Gospel』および、ビルボード・ツアーのDVD『SOUL PARTY』を発売。5月、日本フォースクエア福音教団秋津福音教会 主任牧師を妻である小坂叡華と交代し、宣教牧師となる。
また、 鈴木茂、センチメンタル・シティ・ロマンスの中野督夫とともに、フジロックフェスティバルに初出演した。2009年に発見された『HORO』のマルチトラック・マスターテープを再編集し、35年ぶりに改めてボーカルのみ録音し直す形で録音されたアルバム『HORO 2010』をリリース。
2017年8月1日、急性胆嚢炎で入院。検査の結果、大腸癌（ステージ4）と胃癌も見つかる。同年8月31日に胆嚢を全摘出、S字結腸を20センチ切除、胃の3分の2を切除する開腹手術を受けた。手術は10時間に及ぶものであった。同年10月6日に自身の公式サイトを通じて退院したことを報告した。
2020年1月29日、孫娘（ゴスペルシンガーの娘Asiahの次女）がNUT癌の末期であり、最後の見舞いに行くことを理由に2月2日に予定されていたコンサートを延期すると発表。自身の体調を押して、娘家族の住むロサンゼルスに渡った。同年1月31日、孫娘の最期に立ち会い祈りを捧げた。
2021年1月、大腿骨上部に癌の転移が確認され、同年2月上旬に人工関節を挿入する手術を受けたことを自身のサイトを通じて報告。同年10月4日に緊急入院、10月20日に手術を受けたことを、小坂の娘でゴスペルシンガーのAsiahがTwitterで明かした。
2021年11月5日・6日、『松本隆 作詞活動50周年記念オフィシャル・プロジェクト 風街オデッセイ2021』が日本武道館にて開催され、小坂は6日の《第二夜》に出演。松本が作詞した『しらけちまうぜ』『流星都市』の2曲を披露した。またこの日は、小坂夫妻の結婚50周年記念日であった。
妻の高叡華は音楽プロデューサーであり、公私とものパートナーで、ミクタムレコード代表をつとめる。妻は「こうえいか」名義で作詞を行っており、小坂のアルバム曲にも提供している。
2022年4月29日午前10時43分に死去したことが公式サイトにて報告された。S字結腸癌から転移した癌による肝不全も患い、5年に及ぶ闘病生活を送っていた。73歳没。
2022年5月7日、追悼告別式が所沢市民文化センター ミューズ内、中ホール「マーキーホール」で執り行われた。式の最後には、小坂が自分の葬儀のために作ったという楽曲「He comes with the glory」が演奏され、参列したミュージシャン仲間らが熱唱した。
2023年4月26日に「ありがとう」、2024年4月24日に「もっともっと」のそれぞれ「完全盤」をリリース。これは歌詞の一部に差別的表現がある、という判断で長年収録を見送られていた、「どろんこまつり」を収録した物である。

## ディスコグラフィ
※　ザ・フローラル、エイプリル・フール時代は、エイプリル・フール (バンド)#ディスコグラフィを参照。

### シングル
| 発売日                     | 規格                      | 規格品番                  | 面                        | タイトル                     | 作詞                      | 作曲                      | 編曲                      |
| Mushroom / 日本コロムビア  | Mushroom / 日本コロムビア | Mushroom / 日本コロムビア | Mushroom / 日本コロムビア | Mushroom / 日本コロムビア    | Mushroom / 日本コロムビア | Mushroom / 日本コロムビア | Mushroom / 日本コロムビア |
| -------------------------- | ------------------------- | ------------------------- | ------------------------- | ---------------------------- | ------------------------- | ------------------------- | ------------------------- |
| 1971年10月                 | EP                        | CD-139-Z                  | A                         | 機関車                       | 小坂忠                    | 小坂忠                    | 小坂忠                    |
| 1971年10月                 | EP                        | CD-139-Z                  | B                         | からす                       | 小坂忠                    | 小坂忠                    | 小坂忠                    |
| 1972年3月                  | EP                        | CD-153-Z                  | A                         | ありがとう                   | 細野晴臣                  | 細野晴臣                  | 細野晴臣                  |
| 1972年3月                  | EP                        | CD-153-Z                  | B                         | どろんこまつり               | 細野晴臣                  | 細野晴臣                  | 細野晴臣                  |
| 1973年10月                 | EP                        | CD-203-Z                  | A                         | 早起き山から                 | 小坂忠                    | 小坂忠                    | 小坂忠 瀬尾一三           |
| 1973年10月                 | EP                        | CD-203-Z                  | B                         | はずかしそうに               | 小坂忠                    | 小坂忠                    | 小坂忠 瀬尾一三           |
| 1975年                     | EP                        | CD-238-Z                  | A                         | しらけちまうぜ               | 松本隆                    | 細野晴臣                  | 細野晴臣 矢野誠           |
| 1975年                     | EP                        | CD-238-Z                  | B                         | ボン・ボヤージ波止場         | 細野晴臣                  | 細野晴臣                  | 細野晴臣 矢野誠           |
| SHOW BOAT / トリオレコード |                           |                           |                           |                              |                           |                           |                           |
| 1976年10月                 | EP                        | 3B-110                    | A                         | 気まぐれ天使                 | 松木ひろし                | 大野雄二                  | 大野雄二                  |
| 1976年10月                 | EP                        | 3B-110                    | B                         | 旅ごころ                     | こうえいか                | 大野雄二                  | 大野雄二                  |
| 1977年                     | EP                        | TD-25                     | A                         | 上を向いて歩こう             | 永六輔                    | 中村八大                  | 細野晴臣                  |
| 1977年                     | EP                        | TD-25                     | B                         | アイスクリームショップガール | 細野晴臣                  | 細野晴臣                  | 細野晴臣                  |
| 1977年7月                  | EP                        | 3B-117                    | A                         | からだを起こせ               | こうえいか                | 小坂忠                    | 松任谷正隆                |
| 1977年7月                  | EP                        | 3B-117                    | B                         | 朝は好きかい                 | こうえいか                | 小坂忠                    | 細野晴臣                  |
| 日本コロムビア             |                           |                           |                           |                              |                           |                           |                           |
| 1982年2月                  | EP                        | AH-174                    | A                         | 水たまりの詩                 | 山田典吾                  | 渋谷毅                    | 渋谷毅                    |
| 1982年2月                  | EP                        | AH-174                    | B                         | 旅立ち                       | -                         | 渋谷毅                    | 渋谷毅                    |
| エピックレコードジャパン   |                           |                           |                           |                              |                           |                           |                           |
| 2001年10月11日             | CD                        | ESCL-2260                 | 1                         | 夢を聞かせて                 | 小坂忠                    | 佐橋佳幸                  | 佐橋佳幸、Tin Pan Family  |
| 2001年10月11日             | CD                        | ESCL-2260                 | 2                         | Knocking on your heart       | 小坂忠、Asiah             | 中野雅仁                  | Tin Pan Family            |
| 2001年10月11日             | CD                        | ESCL-2260                 | 3                         | ほうろう                     | 細野晴臣                  | 細野晴臣                  | Tin Pan Family            |

### アルバム

#### オリジナル・アルバム
| 発売日                         | タイトル                             | 規格                      | 規格品番                  |
| MUSHROOM / 日本コロムビア      | MUSHROOM / 日本コロムビア            | MUSHROOM / 日本コロムビア | MUSHROOM / 日本コロムビア |
| ------------------------------ | ------------------------------------ | ------------------------- | ------------------------- |
| 1971年10月25日                 | ありがとう                           | LP                        | CD-7021-Z                 |
| 1990年4月25日                  | ありがとう                           | CD                        | ALCA-31                   |
| 1992年11月21日                 | ありがとう                           | CD                        | ALCA-414                  |
| 1998年5月27日                  | ありがとう                           | CD                        | ALCA-9179                 |
| 1999年6月16日                  | ありがとう                           | CD                        | ALCA-9179                 |
| 2023年4月26日                  | ありがとう                           | CD                        | MHCL-30812                |
| 2023年4月26日                  | ありがとう                           | LP                        | MHJL-246                  |
| 1973年11月                     | はずかしそうに                       | LP                        | CD-7105-Z                 |
| 1990年4月25日                  | はずかしそうに                       | CD                        | ALCA-33                   |
| 1998年5月27日                  | はずかしそうに                       | CD                        | ALCA-9181                 |
| 1975年1月25日                  | HORO                                 | LP                        | CD-7129-Z                 |
| SHOW BOAT                      |                                      |                           |                           |
| 1976年2月                      | CHEW KOSAKA SINGS                    | LP                        | 3A-2015                   |
| 1989年5月25日                  | CHEW KOSAKA SINGS                    | CD                        | 25JC-411                  |
| 1998年6月20日                  | CHEW KOSAKA SINGS                    | CD                        | SWAX-19                   |
| 2003年                         | CHEW KOSAKA SINGS                    | CD                        | SWAX-705                  |
| 2012年4月14日                  | CHEW KOSAKA SINGS                    | CD                        | SWAX-705                  |
| 2019年6月19日                  | CHEW KOSAKA SINGS                    | CD                        | CDSOL-1844/5              |
| 2019年                         | CHEW KOSAKA SINGS                    | CD                        | CHOP-D-044                |
| 1977年7月                      | モーニング                           | LP                        | 3SB-1007                  |
| 1997年10月5日                  | モーニング                           | CD                        | MCD-10011                 |
| 1998年6月20日                  | モーニング                           | CD                        | SWAX-20                   |
| 2003年8月25日                  | モーニング                           | CD                        | SWAX-707                  |
| 2009年4月25日                  | モーニング                           | CD                        | SWAX-707                  |
| 2012年4月14日                  | モーニング                           | CD                        | SWAX-707                  |
| 2019年6月19日                  | モーニング                           | CD                        | CDSOL-1846/7              |
| Michtam Records                |                                      |                           |                           |
| 1991年                         | MESSAGE                              | CD                        | 30MCD-1010                |
| 2006年2月1日                   | MESSAGE                              | CD                        | 30MCD-1010                |
| 2006年3月21日                  | MESSAGE                              | CD                        | 30MCD-1010                |
| 1997年5月10日                  | peace3                               | CD                        | 30MCD-1037                |
| 2000年11月8日                  | 忘れものはありませんね・・・         | CD                        | 25MCD-1043                |
| 2004年12月8日                  | き・み・は・す・ば・ら・し・い       | CD                        | 30MCD-1062                |
| 2005年3月25日                  | き・み・は・す・ば・ら・し・い       | CD                        | 30MCD-1062                |
| 2005年5月11日                  | ミラクル                             | CD                        | 30MCD-1063                |
| 2013年12月13日                 | NOBODY KNOWS                         | CD                        | MCDN-1139                 |
| Epic/Sony Records              |                                      |                           |                           |
| 2001年11月7日                  | PEOPLE                               | CD                        | ESCL-2267                 |
| 2001年11月7日                  | PEOPLE                               | SACD                      | ESGL-305                  |
| 2013年6月20日                  | PEOPLE                               | CD                        | DQCL-1940                 |
| 2020年4月15日                  | PEOPLE                               | Blu-spec CD2              | MHCL-30630                |
| 2020年4月15日                  | PEOPLE                               | LP                        | MHJL-140                  |
| ビクターエンタテインメント     |                                      |                           |                           |
| 2009年3月18日                  | Connected:コネクテッド               | CD                        | VICL-63267                |
| 2009年3月18日                  | Connected:コネクテッド               | CD+DVD                    | VIZL-325                  |
| ソニー・ミュージックダイレクト |                                      |                           |                           |
| 2010年3月24日                  | HORO2010                             | Blu-spec CD               | MHCL-20080                |
| 2010年3月24日                  | HORO2010                             | LP                        | MLA-6001                  |
| コロムビア・マーケティング     |                                      |                           |                           |
| 2023年10月25日                 | THE LAST SESSION～with CHU’s Friends | CD＋DVD                   | COZB-2038-9               |

#### ライブ・アルバム
| 発売日         | タイトル                                                                    | レーベル                   | 規格   | 規格品番   |
| -------------- | --------------------------------------------------------------------------- | -------------------------- | ------ | ---------- |
| 1972年7月25日  | もっともっと ※ 小坂忠&Four Joe Half名義                                     | MUSHROOM / 日本コロムビア  | LP     | CD-7038-Z  |
| 1990年4月25日  | もっともっと ※ 小坂忠&Four Joe Half名義                                     | MUSHROOM / 日本コロムビア  | CD     | ALCA-32    |
| 1992年11月21日 | もっともっと ※ 小坂忠&Four Joe Half名義                                     | MUSHROOM / 日本コロムビア  | CD     | ALCA-415   |
| 1998年5月27日  | もっともっと ※ 小坂忠&Four Joe Half名義                                     | MUSHROOM / 日本コロムビア  | CD     | ALCA-9180  |
| 2024年4月24日  | もっともっと ※ 小坂忠&Four Joe Half名義                                     | MUSHROOM / 日本コロムビア  | CD     | MHCL-30982 |
| 2024年4月24日  | もっともっと ※ 小坂忠&Four Joe Half名義                                     | MUSHROOM / 日本コロムビア  | LP     | MHJL-327   |
| 2008年10月22日 | 出会いのコンサート ライブ盤                                                 | Michtam Records            | CD+DVD | 57MCD-1090 |
| 2018年8月22日  | HORO 2018 Special Live                                                      | 日本コロムビア/BETTER DAYS | CD     | COCB-54264 |
| 2020年9月23日  | ロック・ソサエティ・ウラワ 1972 RSU 夏の陣 ※ 小坂忠とフォージョーハーフ名義 | Fuji                       | CD     | FJ-177     |
| 2020年9月23日  | ロック・ソサエティ・ウラワ 1972 RSU 夏の陣 ※ 小坂忠とフォージョーハーフ名義 | Fuji                       | LP     | FJLP-177   |

#### カバー・アルバム
| 発売日        | タイトル          | レーベル        | 規格 | 規格品番   |
| ------------- | ----------------- | --------------- | ---- | ---------- |
| 2010年11月3日 | Christmas carol   | Michtam Records | CD   | 28MCD-1103 |
| 2016年9月5日  | Chu Kosaka Covers | 日本クラウン    | CD   | CRCP-40477 |

#### ベスト・アルバム
| 発売日         | タイトル                           | レーベル                       | 規格 | 規格品番     | 備考           |
| -------------- | ---------------------------------- | ------------------------------ | ---- | ------------ | -------------- |
|                | 機関車から機関車へ                 | MUSHROOM                       | LP   | LZ-7011-Z    |                |
| 1990年9月11日  | 決定版・小坂忠ベスト・セレクション | アルファレコード               | CD   | ALCA-77      |                |
| 2001年11月21日 | Early Days                         | Epic/Sony Records              | CD   | ESCL-2280    |                |
| 2023年7月5日   | THE ULTIMATE BEST                  | ソニー・ミュージックレーベルズ | CD   | MHCL 30843~4 | 選曲は細野晴臣 |

#### サウンドトラック
- 気まぐれ天使サウンドトラック（1976年12月） -　大野雄二との共作

#### ボックス・セット
- Chu's Garden（2009年3月18日）

#### コンピレーション
- 春一番ライヴ 72 Live（1990年5月21日/2004年4月28日）「どろんこ祭り」「庭はポカポカ」小坂忠とフォージョー・ハーフ
- 1972春一番BOX（2006年4月7日）「カラス」「どろんこ祭り」「機関車」「庭はポカポカ」「ありがとう」小坂忠とフォージョー・ハーフ

### タイアップ
- 土曜日には汗をながそう（1973年） - 伊勢丹　キャンペーンソング　作曲、歌
- 赤い花みつけた（1974年） - 資生堂 '74春のキャンペーンCMソング（作曲：ポール・ウィリアムズ）
- 何もいらない（2007年） - 日産企業タイアップ

### CMソング
- 有隣堂「いっさつの本があれば」（1972年）[17]
- 丸井「OIOI（マルイ・マルイ）駅のソバ」（1974年）コーラス：シンガーズ・スリー
- ユニ・チャーム チャームナップ　デオミニ（1977年）
- クノールカップスープ（1978年）

## 提供楽曲
- 「ひとの中に」 松下電器「Technics」の立体オーディオ「4チャンネルステレオ」のテスト・レコード（1971年）　歌唱のみ
- 「早起き山の一番電車」 小林啓子（1972年） - 作詞、作曲、編曲、演奏（For Joe Half）
- 「パンジーとスィトピー」 日高美子（年不明） - 作曲
- 「ションベン小僧」 日本テレビ放送網「おはよう!こどもショー」（1976年） - 歌唱
- 「風のバラード」 NHK「おかあさんといっしょ」田中星児（1976年） - 作詞、作曲
- 「おおきなけやき」 NHK「おかあさんといっしょ」 田中星児（1976年） - 作曲
- 「奴隷の島」 ミッキー・カーチス＆ポーカーフェイス（1976年） - 作曲
- 「私は13歳〜なぜママになってはいけないの?」 トロワ（1977年） - 作曲
- 「ムキムキマンのエンゼル体操」/「わたしのムキムキマン」（1978年） - 作曲、編曲
- 「ラッキーレディー/ウィンクひとつ」 シミズクーコ（1979年） - 作曲
- 「ロックンロールクリーナー」 佐藤奈々子（1979年） - 作曲

## 著書
- 『出会いの詩』（いのちのことば社、1986年）
- 『まだ夢の続き』（河出書房新社、2006年） - 自伝
- 『グッドバイブレーション バイブルエッセイ』（ミクタムブックス、2010年3月）